# Baltra
Otok Baltra (Isla Baltra), znan tudi kot Južni Seymour, je majhen otok, ki se nahaja v centralnem delu Galapaškega otočja, v neposredni bližini otoka Santa Cruz. Otok je nastal kot tektonski dvig in je posledica tektonike plošč. Otok je zelo sušen. Vegetacijo predstavlja predvsem slano grmičevje, kaktus opuncija (Opuntia echios) in drevo palo santo (sveti les - Bursera graveolens).
Med drugo svetovno vojno je bil otok oporišče ameriške vojske. Posadke nameščene na Baltri so nadzorovale vzhodni Pacifik in ščitile Panamski prekop. Po vojni so bili objekti predani Ekvadorju, ki ima tukaj tudi danes uradno vojaško oporišče. 
Do leta 1986 je bila Baltra edino letališče na Galapaških otokih. Zdaj obstajata dve letališči, na katerih pristajajo letala iz celine. Drugo se nahaja na otoku San Cristobal. Zasebna letala smejo na Galapagos prileteti samo na Baltro, saj je le to letališče ustrezno opremljeno za različne vremenske pogoje.
V letih 2007 in 2008 so letališče na Baltri modernizirali, zgradili dodatne restavracije, trgovine in izboljšali območje za obiskovalce.
Po prihodu na Baltro vse obiskovalce takoj prepeljejo z avtobusi na enega od dveh pomolov. Prvi pomol se nahaja v majhnem zalivu, kjer čakajo ladje na potnike za križarjenja. Drugi je trajektni pomol, ki povezuje Baltro z otokom Santa Cruz.
V letu 1940, v času vojaške okupacije Baltre v drugi svetovni vojni, so se znanstveniki odločili, da 70 kopenskih legvanov (Conolophus pallidus), kot del poskusa, z Baltre naselijo na sosednji otok Severni Seymour. Ta poteza je imela nepričakovane rezultate; avtohtoni legvani so na otoku izumrli. V 80-ih letih so nekaj legvanov iz Severnega Seymoura prenesli v raziskovalno postajo Charles Darwin kot del vzreje. Leta 1990 so kopenske legvane spet naselili na otok Baltra. Od leta 1997 so znanstveniki našteli že 97 legvanov, 13 od teh je bilo rojenih na otoku.